# Whyland-Nelson Motor Car Company
Whyland-Nelson Motor Car Company war ein US-amerikanischer Hersteller von Automobilen. Eine weitere Quelle bestätigt den Markennamen und den Zeitraum, aber nicht die Firmierung.

## Unternehmensgeschichte
Frank V. Whyland hatte bei der Berkshire Auto-Car Company Erfahrungen im Automobilbau gesammelt. Ende 1911 gründete er das Unternehmen in Brooklyn im US-Bundesstaat New York. Er wurde Präsident und sein Partner Joel Nelson Generalmanager. 1912 begann die Produktion von Automobilen. Der Markenname lautete Whyland-Nelson. 1913 endete die Produktion. Insgesamt entstanden nur wenige Fahrzeuge.
Whyland gründete 1914 die F. V. Whyland & Company.

## Fahrzeuge
Im Angebot stand nur ein Modell. Es hatte einen Ottomotor. Es wurde als leichter Tourenwagen bezeichnet. Die hinteren Sitze konnten leicht entfernt werden, sodass das Fahrzeug dann als Lieferwagen genutzt werden konnte.